# The Dark Flower (Den mörka blomman)
The Dark Flower (Den mörka blomman) från 2009 är ett dubbelalbum av sångaren Freddie Wadling. Den ena skivan är på svenska, den andra på engelska.
Gästsångare på albumet är AK von Malmborg, Anna Ternheim, Magnus Carlson, Ellekari Larsson och Meja.

## Låtförteckning

### Cd 1 – Den mörka blomman
1. Jennifer, ditt hår brinner (Jean-Hervé Peron/Günther Wusthoff/Freddie Wadling/Tomas Andersson Wij) – 5:51
2. Här slutar kartan (Stina Nordenstam) – 4:58
3. Du är mitt morfin (Peter LeMarc) – 5:12
4. Du och jag (Anna Ternheim) – 3:40
5. Café Cosmopolite (Imperiet) – 4:45
6. Allt har varit möjligt länge nog nu (Stina Nordenstam) – 5:27
7. Jag var där (Tomas Andersson-Wij) – 4:02
8. I himlen (David Lynch/Peter Ivers/Freddie Wadling) – 2:10

### Cd 2 – The Dark Flower
1. Isolation (Freddie Wadling/Johan Lindström/Magnus Carlson/Ellekari Larsson) – 5:31
2. Christmas (Freddie Wadling) – 4:23
3. Annabel Lee (Freddie Wadling) – 2:24
4. Kira-Kira (Freddie Wadling/Johan Lindström) – 24:22

## Medverkande
- Freddie Wadling – sång
- Johan Lindström – gitarr, elbas, klaviatur, slagverk, kör, produktion, arrangemang, tekniker
- Bengt Blomgren – gitarr
- Nikke Ström - elbas
- Dan Berglund - kontrabas
- David Nyström - klaviatur
- Goran Kajfes - trumpet
- Per "Ruskträsk" Johansson - saxofon, flöjt och klarinett
- Fredrik Ljungkvist - tenorsax  (spår 2:1)
- Andreas Dahlbäck – trummor och slagverk
- Niklas Gabrielsson – trummor
- Johan Håkansson – trummor
- AK von Malmborg – sång (spår 1:2)
- Anna Ternheim – sång (spår 1:4, 2:2)
- Magnus Carlson – sång (spår 2:1)
- Ellekari Larsson – sång (spår 2:1)
- Meja – sång (spår 2:3)

## Listplaceringar
| Lista (2009) | Topplacering |
| ------------ | ------------ |
| Sverige      | 7            |